# Bergenia
För släktet Bergenia se bergeniasläktet.
Bergenia (Bergenia crassifolia) är en växtart i familjen stenbräckeväxter som förekommer naturligt i sydöstra Sibirien, Mongoliet, norra Kina och norra Korea. Arten är en vanlig trädgårdsväxt i Sverige. Vissa botaniker anser att arten hjärtbergenia (B. cordifolia) bör föras till denna art.

## Synonymer
Bergenia cordifolia Moench, nom. illeg.
Bergenia cordifolia Nakai
Saxifraga cordifolia L.
Saxifraga cordifolia var. elliptica Ledebour
Saxifraga cordifolia var. obovata Seringe.